# Taira no Shigemori
Taira no Shigemori (Nascut el 1138, va ser un comandant militar i noble de la cort a finals del període Heian. Era el fill gran de Taira no Kiyomori.
Com a jove comandant militar durant les rebel·lions d'Hōgen i Heiji, va ajudar el seu pare, Kiyomori, i va aconseguir successives gestes militars. Va ascendir de grau a mesura que el seu pare va ascendir, i finalment va arribar als rangs de General de la Guàrdia Imperial Esquerra i Ministre de l'Interior amb el rang de Shonii (Segon Grau). Encara que era el fill gran, tenia una mare diferent de Munemori i Tokuko, que eren fills de la seva segona dona, Tokiko, i per tant no tenia la protecció de parents materns influents, i la seva esposa legal era la germana petita de Fujiwara no Narichika, Tsuneshi, així que després de la caiguda de Narichika es va sentir aïllat dins de la família. Políticament, era el més proper a l'emperador Go-Shirakawa entre els membres del clan Taira. Encara que s'esperava que fos el successor de Kiyomori, va morir de malaltia abans que el seu pare, sense poder prendre mesures efectives en el conflicte entre Kiyomori i l'emperador Go-Shirakawa.
Se'l coneixia com Komatsudono o Komatsu Naidaijin (ministre de l'Interior) perquè tenia la seva residència al palau de Rokuhara Komatsu, i també se l'anomenava Ministre de llanterna perquè tenia 48 llanternes (lanternes de toro) erigides a la seva residència.

## Biografia
Rebel·lió Hogen, Rebel·lió Heiji

Era fill gran de Kiyomori. La seva mare era filla d' Ukon no Shogen Takashina Motoaki . El desembre de 1150 va ser nomenat tresorer de l'emperador Toba. L'any nou de l'any següent, va ser ascendit al cinquè rang júnior.
Va seguir al seu pare a la rebel·lió de Hogen el 1156. El nom de Shigemori, Ministre Adjunt d'Afers Centrals, està registrat al Heihanki. Les forces de Kiyomori van patir grans pèrdues en la batalla amb Minamoto no Tametomo, i veient la situació desfavorable, va ordenar una retirada. En aquest moment, en Shigemori va mostrar la seva sang calenta ignorant les advertències del seu pare i intentant marxar per lluitar contra Tametomo. La Rebel·lió Hogen va acabar amb la victòria del bàndol de l'Emperador, al qual pertanyia Kiyomori, i el gener del segon any de l'era Hogen (1157), Shigemori va ser ascendit al rang de Jugoinojo als 19 anys en reconeixement dels seus èxits. El 22 d'octubre del mateix any, el Palau Imperial va ser reconstruït i Kiyomori va construir el Saló Nijuden. Shigemori, que va rebre el premi de construcció del seu pare, va ser ascendit al rang de Cinquè Rango Júnior. L'agost de 1158, Kiyomori va transferir el seu feu de la província d'Aki a la província de Totomi. Com que ell mateix era el Dazai no Daini, Shigemori es va convertir en el governador de Totomi en el seu lloc.
El 9 de desembre de 1159, quan va esclatar la Rebel·lió de Heiji, Kiyomori es trobava a la província de Kii en pelegrinatge a Kumano. En el "Heiji Monogatari", es diu que Shigemori va animar el seu pare angoixat, però segons el "Gukansho", van ser Motomori, Munemori i 15 samurais que estaven amb Kiyomori no l'acompanyaven. Després de tornar a Kyoto, Kiyomori va ajudar l'emperador Nijō a escapar del Palau Imperial a Rokuhara, i va rebre l'ordre imperial de perseguir a Fujiwara no Nobuyori i Minamoto no Yoshitomo. Shigemori va anar a la batalla juntament amb el seu oncle, Yorimori. En aquesta batalla, Shigemori va animar els seus aliats dient:Plantilla:CiitaLlavors va lluitar en una ferotge batalla amb Minamoto no Yoshihira entre els arbres de Tachibana a l'Ukon i fins i tot al Palau de Sakura, i fins i tot a la Batalla de Horia, al Palau Imperial de Sakura. Disparat, va mostrar un gran coratge aixecant-se sobre un tros de fusta i muntant un cavall nou. No obstant això, segons el Gukansho, Yoshitomo va sortir immediatament del Palau Imperial i es va apropar a Rokuhara, per la qual cosa no se sap si una batalla va tenir lloc dins del Palau Imperial, i és possible que això fos fabricat per fer la història més emocionant.
Fujiwara no Narichika, que es va posar al costat de Fujiwara no Nobuyori en aquesta batalla, es va salvar, però s'especula que això va ser a causa de les peticions de Shigemori, que estava casada amb la germana menor de Narichika, Tsuneko. Després del final de la rebel·lió, es van concedir recompenses per les batalles, i Shigemori va ser nomenat governador d'Iyo com a recompensa pel seu servei meritori. Poc després de l'any nou, va ser ascendit a quart rang júnior i també va assumir el paper de capità del cavall esquerre.

## Promoció constant (durant el govern de Nijō)
El setembre de 1161, es va descobrir un complot per fer del príncep Norihito (emperador Takakura), fill de l'emperador Go-Shirakawa i Taira Shigeko, el príncep hereu. Com a resultat d'aquest incident, Taira no Tokitada, Taira no Norimori i Fujiwara no Narichika van ser destituïts dels seus càrrecs per l'emperador Nijō, però Kiyomori no va acceptar això i va donar suport a l'emperador, consolidant així la seva confiança en ell. La promoció de Shigemori també va ser notable el gener de 1161 va ser ascendit a quart rang inferior, grau inferior, a l'octubre va esdevenir el comandant de la guàrdia dreta, i el gener de l'any següent va ser ascendit a tercer rang i esdevingué noble de la cort als 26 anys. Si bé Kiyomori va donar suport al govern directe de l'emperador Nijō, també va prestar molta atenció a l'emperador retirat Go-Shirakawa, construint el temple Rengeoin per a l'emperador retirat. Al febrer de 1164, Shigemori, que havia rebut una recompensa pel seu treball al temple del seu pare, va rebre el rang de Tercer Grau Junior. Al setembre, Kiyomori va donar 33 volums de "sutres" decorats (Heike nokyo) al Santuari d'Itsukushima com a pregària per la prosperitat del seu clan, i Shigemori també va participar en la producció d'aquests "sutres" juntament amb els membres del seu clan i la seva família. Mentrestant, el 17 de març de 1162, el seu únic germà ple, Motomori, va morir als 24 anys.
A l'abril del tercer any de l'era Chokan (1165), l'emperador Nijō va emmalaltir. L'emperador Nijo, l'estat del qual era crític, va nomenar Shigemori com a conseller al maig, va abdicar del tron al seu fill, el príncep imperial Yoshihito (emperador Rokujo), al juny, va establir l'Incho (oficina del palau d'Incho) i va nomenar Shigemori com a major major, mostrant la seva determinació fins al final, però va morir al juliol. Es va establir un sistema en el qual l'emperador Rokujo va ser recolzat pel clan Taira i la família regent, i Shigemori es va convertir en el Sahyoe no Kami l'abril de 1166 (el segon any d'Eiman), i al juliol es va convertir en Gon Chunagon i Uemon no Kami. Tanmateix, com que l'emperador era encara un nen, la situació política era extremadament inestable. Quan Konoe Motozane va morir al juliol, el govern de l'emperador Rokujo es va enfonsar.

## El successor de Kiyomori (període Go-Shirakawa Insei)
Quan el clan Taira es va separar de la facció Nijō i va donar suport a l'emperador retirat Goshirakawa, el príncep Norihito va ser nomenat príncep hereu l'octubre de 1166. L'esposa de Shigemori, Tsuneko, i la filla de Fujiwara Kunitsuna, Tsunako, van ser escollides com a nodrisses del príncep Norihito, i Shigemori es va convertir en el seu pare humit. Al desembre, es va convertir en ministre del príncep hereu, succeint a Kiyomori. Al febrer de 1167, va esdevenir Gon Dainagon (conseller en cap provisional) i se li va permetre portar una espasa. Kiyomori va dimitir com a Gran Ministre el 17 de maig, però abans d'això, el 10 de maig, es va emetre un decret imperial a Shigemori per perseguir i reprimir bandits i pirates a les regions de Tozan, Tokai, Sanyo i Nankai. Com a resultat, a Shigemori se li van confiar oficialment poders militars i policials nacionals, i va establir la seva posició com a successor de Kiyomori tant en nom com en realitat. A més, Shigemori tenia la superioritat econòmica dins del seu clan, ja que tenia els feus de Tango i Echizen.
Shigemori es va convertir en el seu successor, però la seva salut semblava que s'estava deteriorant, i va estar absent de la cerimònia de cal·ligrafia d'Any Nou del príncep hereu al desembre, citant "la salut cansada" i "últimament no sentir-se bé", i també va ser substituït el conseller sènior del Daijo-kai. El febrer de 1168, Kiyomori es va convertir en monjo a causa d'una malaltia. Tement la inestabilitat política, l'emperador Go-Shirakawa va entronitzar el príncep Norihito (emperador Takakura) en un intent d'estabilitzar el règim. La salut de Shigemori va continuar deteriorant-se, i va renunciar al seu càrrec de Gon Dainagon al desembre. Després de convertir-se en monjo, Kiyomori es va retirar a Fukuhara, mentre que Shigemori va romandre a Rokuhara per dirigir el clan. Al Festival de Yasoshima el novembre de 1169, la dona de Shigemori, Tsuneko, va actuar com a missatgera imperial i va sortir de la residència de Rokuhara de Shigemori, amb l'emperador Go-Shirakawa i Shigeko observant la processó des dels seients del pals del Palau Shichijo.
La jubilació de Kiyomori també va influir en el sistema militar del clan Ise Heike. Taira no Sadayoshi, Ito Tadayao i altres serventes del clan Ise Heike que anteriorment havien servit a Kiyomori van començar a servir Shigemori, i a través d'ells o directament, Shigemori va començar a establir vincles amb samurais locals. Va donar una importància especial a mantenir bones relacions amb els guerrers orientals, que abans havien estat poderosos sota el clan Minamoto, i va guanyar sota el seu control Fujiwara no Chikamori, la família del seu segon fill, Sukemori, per part de la seva mare, així com Ashikaga Toshitsuna, Utsunomiya Tomotsuna, Kudō, i Sukets.

## La petició de Kao
Per a més detalls, vegeu "Kao no Goso" a la Viquipèdia japonesa.
El 23 de desembre de 1169, els monjos del temple Enryaku-ji van presentar una petició demanant l'exili de Fujiwara no Narichika, cunyat de Shigemori i senyor feudal de la província d'Owari (la petició de Kao). Les masses van envoltar el Palau Imperial i van aixecar l'ànim, i el cap de la Kebiishi (cossos policials), Taira no Tokitada, va recomanar que es prenguessin mesures immediates, com l'enviament de tropes governamentals. En aquest moment, Shigemori estava esperant amb Munemori i Yorimori, al capdavant de 300 soldats imperials. A la reunió dels nobles, la majoria dels vots van ser a favor de la precaució, i Shigemori va rebutjar les ordres de Go-Shirakawa de marxar tres vegades, de manera que Go-Shirakawa es va veure obligat a aprovar l'exili de Narichika.
No obstant això, ràpidament va tornar, nomenant Narichika com a cap de la policia Kebiishi, destituint Tokitada i exiliant-lo al seu lloc. El conflicte entre l'emperador Go-Shirakawa i el temple Enryaku-ji va continuar empitjorant, i Kiyomori, preocupat per la situació, va convocar Shigemori a Fukuhara el 14 de gener per informar sobre la situació. Tot i que Shigemori era el cap del clan, el judici de Kiyomori va tenir prioritat en qüestions importants, i la voluntat i les accions de Shigemori es van limitar significativament. Al final, amb Narichika destituït del seu càrrec, Enryaku-ji Temple es va retirar i la situació es va calmar. A l'abril del mateix any, Shigemori va ser restaurat a la seva posició de Gon Dainagon, i Narichika també va ser restaurat a la seva posició de Kebiishi betto.
El 1170, va adoptar el seu setè fill, Munenori, com a fill del ministre d'Esquerra, Oinimikado Tsunemune. Els nobles de Taira, que tenien poc coneixement dels afers oficials de la Cort Imperial, van rebre instruccions sobre l'etiqueta cerimonial de Tsunemune. A més, el fill de Tsunemori de l'esposa de Shigemori també va ser adoptat per Tsunemune.

## Incident de viatge de Sa Altesa
- Per a més detalls, vegeu "Incident de viatge de la seva altesa imperial" a la Viquipèdia japonesa.

El 3 de juliol de 1170, el primer dia de les vuit conferències celebrades al temple Hosho-ji, un servent del regent Matsudono Motofusa es va trobar amb Taira no Sukemori de camí al temple i el va recriminar la seva rudesa en el seu carruatge, humiliant-lo. Més tard, quan en Motofusa es va assabentar que era el carruatge del fill d'en Shigemori, es va espantar i immediatament va lliurar el culpable a Shigemori perquè demanés disculpes, però en Shigemori va rebutjar la seva oferta. Tement represàlies, Motofusa deixa de sortir una temporada. El 21 d'octubre, just quan semblava que el foc s'havia calmat, quan Motofusa anava de camí cap al Palau Imperial per assistir a la cerimònia de la majoria d'edat de l'emperador Takakura, els guerrers de Shigemori van atacar i agredir violentament l'assistent de Motofusa.
A causa d'aquest incident, la cerimònia de la majoria d'edat de l'emperador es va ajornar. Shigemori era el pare tou de l'emperador, i les seves accions no van ser tolerades. Fins i tot Jien, que tenia molta estima a Shigemori, va quedar perplex per aquest incident, dient: "És una cosa misteriosa que ha passat". {Nota n. 2}
Potser influenciat per aquest incident, Shigemori va renunciar de nou al seu càrrec com a Gon Dainagon al desembre. Shigemori va estar absent de la cerimònia de la majoria d'edat de l'emperador el 3 de gener de l'any següent. Els implicats en la realització d'aquesta cerimònia eren el germà de Kenshunmon'in, Taira no Chikamune, i el seu mig germà, Taira no Munemori, que havia estat ascendit al càrrec de Chunagon. L'ascens al poder de Munemori va amenaçar la posició de Shigemori com a successor.

## Nomenat Udaisho (General de Dreta) i Ministre de l'Interior

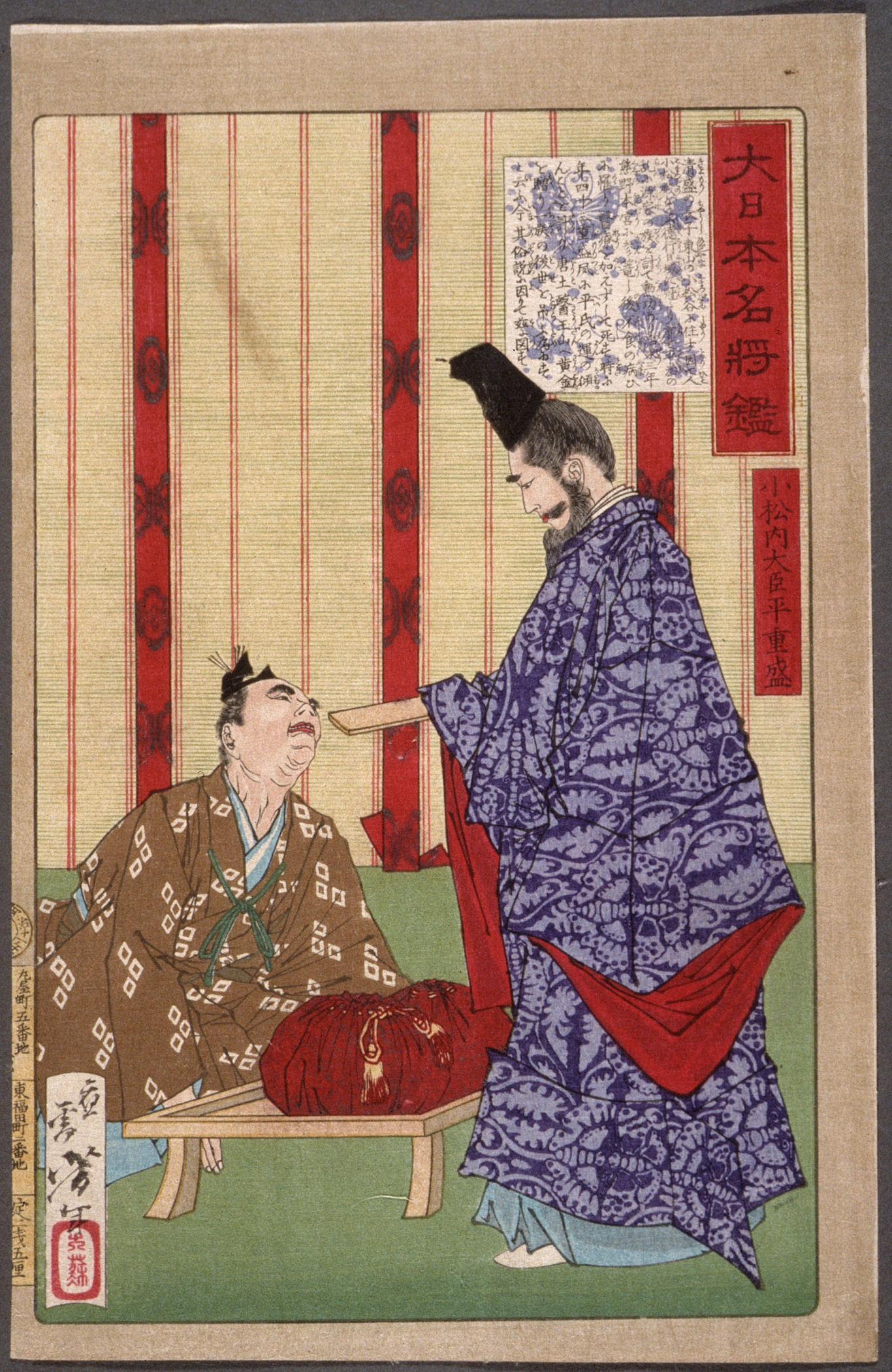
Shigemori de la " Guia dels grans generals japonesos " de Tsukioka Yoshitoshi.

Al desembre de 1171, quan la filla de Kiyomori, Tokuko, es va convertir en la consort de l'emperador Takakura, Shigemori va ser restaurat a la seva posició de Gon Dainagon. Després del seu retorn, Shigemori va exercir enèrgicament les tasques oficials a la Cort Imperial. L'abril de 1173, quan va esclatar un incendi al Palau Kaya a Hojujidono, es va precipitar al lloc dels fets i va participar en els esforços d'extinció, per la qual cosa va ser elogiat per l'emperador Go-Shirakawa. En resposta a una forta crida del samurai Nanto a l'hivern del mateix any, va enviar el seu familiar, Taira no Sadayoshi, a Uji perquè es fes càrrec de les defenses, per decret imperial. Al juliol de 1174, Shigemori va ser nomenat al lloc vacant d'Ukon'e Taisho (comandant de la Guàrdia dreta). Kiyomori es va alegrar amb aquesta cita, i a la cerimònia de celebració del dia 21 va estar acompanyat per Fujiwara no Kunitsuna, 10 nobles de la cort i 27 cortesans.
Al gener de 1176, Shigemori va assistir a la celebració del 50è aniversari de l'emperador Go-Shirakawa com a cap del seu clan, demostrant l'estreta relació entre el clan Taira i l'emperador. Al maig, Shigemori va rebre una altra ordre imperial per perseguir i reprimir els pirates. Tanmateix, amb la mort de Kenshunmon'in al juliol, el conflicte entre el clan Taira i l'emperador Go-Shirakawa es va fer més evident. No obstant això, el gener de l'any següent, Shigemori esdevingué general de la Guàrdia Esquerra i Munemori esdevingué general de la Guàrdia dreta, i el clan Taira monopolitzà ambdues posicions generals. Al març, va ser nomenat al càrrec de ministre de l'Interior, que havia quedat vacant quan Fujiwara no Moronaga es va convertir en Gran Ministre d'Estat. L'emperador Go-Shirakawa també va visitar Fukuhara i, a la superfície, el temps va passar sense incidents.

## L'apel·lació d'Angen i la conspiració Shishigatani
- Per obtenir més detalls, vegeu "La conspiració de la vall dels cérvols" a la Viquipèdia japonesa.

No obstant això, a l'abril, el temple Enryaku-ji va presentar una forta petició exigint l'exili de Kaga no Kami Fujiwara no Morotaka. Va començar com una disputa entre Hakusan, un temple de branca d'Enryaku-ji, i un governador adjunt local, que es va estendre al govern central i es va convertir en un enfrontament total entre la Cort Imperial i Enryaku-ji. En aquell moment, Shigemori, al capdavant de l'exèrcit imperial, vigilava el Palau Kan'in i s'enfrontava a les masses, quan una fletxa disparada per un membre de la seva casa va colpejar el mikoshi (santuari portàtil), provocant un escàndol. L'emperador Takakura es va refugiar a Hojujidono, i l'emperador Go-Shirakawa va intentar expulsar a la força de les masses, però van sorgir veus d'oposició argumentant que Kyoto podria convertir-se en un camp de batalla, i el clan Heike, que en realitat estava desplegat, es va mostrar extremadament reticent a enfrontar-se amb el temple Enryaku-ji, així que va renunciar a les exigències de les masses i va abandonar l'empresonament de les masses. El membre de la família que havia disparat contra el santuari portàtil.
Després, va esclatar un gran incendi anomenat "Taro Foc", que va destruir el Taigokuden i les residències del regent i 13 nobles més. Això incloïa la mansió de Shigemori. Al maig, l'emperador Go-Shirakawa va decidir venjar-se del temple d'Enryaku-ji, va destituir el cap de sacerdot de Tendai, Myoun, va confiscar les seves terres i va ordenar que s'exiliés a la província d'Izu. No obstant això, Myoun va ser rescatat per les masses, de manera que l'emperador Go-Shirakawa va convocar a Shigemori i Munemori i els va ordenar atacar el temple d'Enryaku-ji. Shigemori i altres van respondre: "No podem actuar sense ordres del meu pare, Kiyomori", així que l'emperador Go-Shirakawa, veient que això no anava enlloc, va convocar Kiyomori de Fukuhara. Kiyomori també es va mostrar reticent a enviar forces, però l'emperador Go-Shirakawa va mantenir una posició de línia dura, i Kiyomori es va veure obligat a acceptar enviar forces.
L'1 de juny, la situació va canviar dràstic-ament quan Tada Yukitsuna va informar d'un complot per enderrocar el clan Taira. El cunyat de Shigemori, Fujiwara no Narichika, també va estar involucrat en aquest incident, i es diu que Shigemori va animar a Narichika capturat dient: "Faré tot el possible per estalviar-te la vida". Kiyomori estava tan furiós que va exiliar Narichika a la província de Bizen i tots els implicats van ser detinguts i arrestats. Shigemori va renunciar a la seva posició com a general d'esquerra en protesta, i va fer esforços desesperats com enviar secretament roba a l'exiliat Narichika, però al juliol Narichika va ser assassinat.
Shigemori tenia una estreta relació amb el seu fill gran, Koremori, i el seu tercer fill, el fill gran de Tsuneshi, Kiyotsune, tots dos casats amb les filles de Fujiwara no Narichika. Shigemori va donar importància a Narichika com a oficina d'enllaç amb l'emperador Go-Shirakawa, que s'havia allunyat del clan Taira després de la mort de l'esposa de l'emperador retirat, Taira Shigeko, i esperava que Narichika transmetés les peticions del clan Taira a l'emperador Go-Shirakawa. El fet que Narichika fos el cervell darrere de l'enderrocament del clan Taira va arruïnar completament la reputació de Shigemori i va provocar l'erosió del seu estatus polític tant en la seva vida privada com pública.

## Anys posteriors i darrers dies

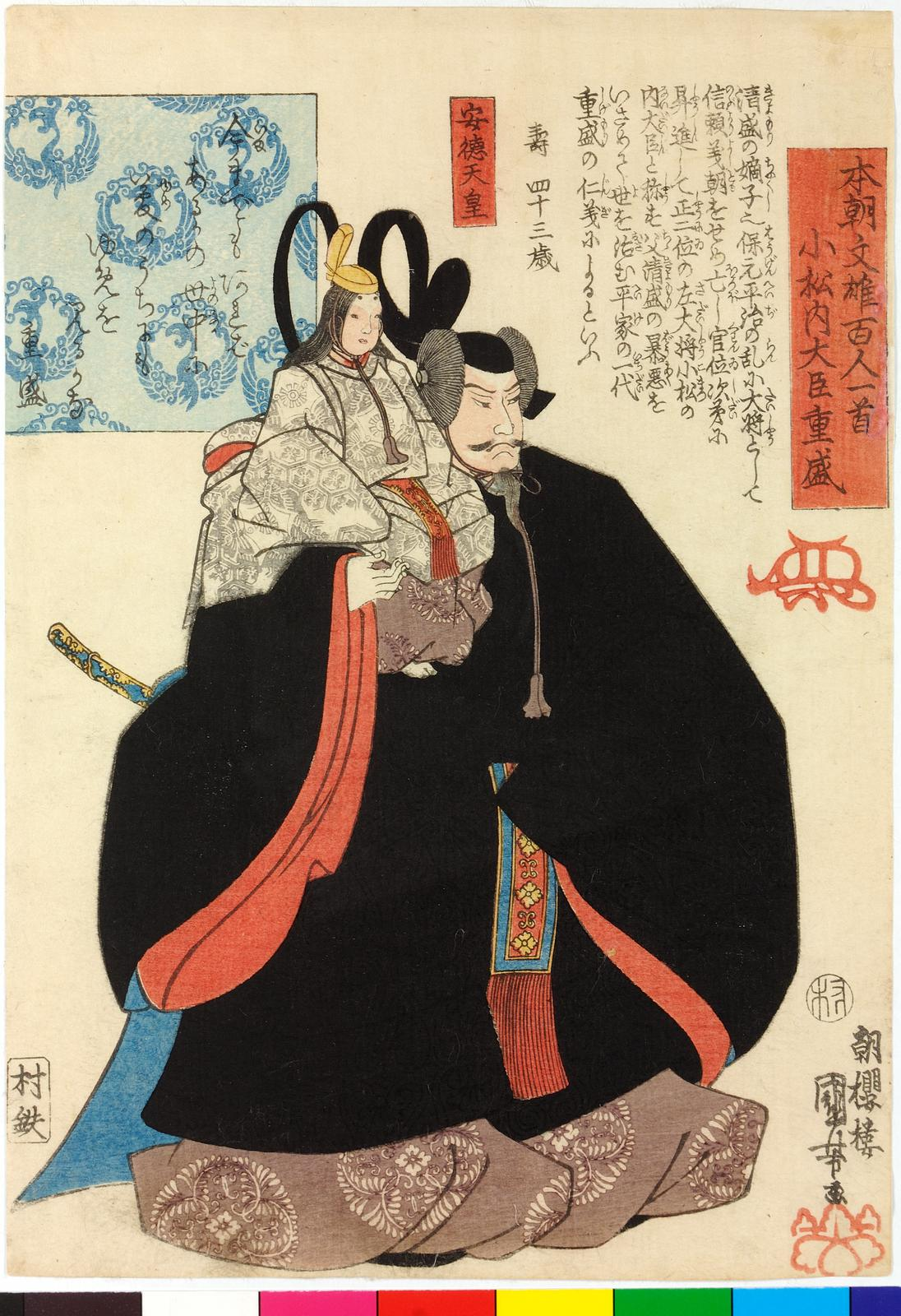
L'emperador Antoku i Shigemori. Il·lustració d'Utagawa Kuniyoshi

Després d'aquest incident, Shigemori va perdre la seva energia i poques vegades es va veure a l'escenari polític. Com que Munemori també estava a prop de l'emperador Go-Shirakawa, va continuar en una posició difícil després d'això, però finalment va emergir com el cap del clan Heike. El febrer de 1178, es va oferir a dimitir del seu càrrec com a ministre de l'Interior, però com que l' emperadriu vídua Tokuko es va quedar embarassada, la renúncia de Shigemori, ja que era fill adoptiu de l'emperadriu, no va ser acceptada. Al juny, Shigemori va assistir a la cerimònia de portar obi. Tokuko va donar a llum un príncep al novembre, que va ser nomenat príncep hereu el mes següent com a príncep Tokuhito. Shigemori va ser recomanat per al càrrec de Togufu, l'oficial d'educació del príncep hereu, però va declinar fermament, donant el càrrec a Oinimikado Tsunemune.
El febrer de 1179, Shigemori va assistir a la celebració dels 100 dies del príncep hereu, però es va emmalaltir i va haver de quedar-se a casa. Al març, va pelegrinar a Kumano i va pregar pel més enllà. El seu estat va empitjorar i va començar a vomitar sang de nou, així que es va convertir en monjo el 25 de maig. El seu nom budista és Jyoren. El 21 de juny, l'emperador Go-Shirakawa va visitar Komatsuden a Rokuhara per veure Shigemori. El 17 del mateix mes, la filla de Kiyomori, Moriko, també va morir als 24 anys, però l'emperador Go-Shirakawa va posar sota el seu propi control els territoris del regent que Moriko havia heretat, augmentant la pressió sobre el clan Taira. El 29 de juliol, Shigemori finalment va morir. Va morir als 42 anys.
Hi ha diverses teories sobre la causa de la seva mort, incloses les úlceres d'estómac, un tumor a l'esquena i el beri-beri. A l'octubre, Echizen, que Shigemori tenia com el seu feu des de 1166, va ser confiscat per l'emperador Go-Shirakawa, tal com ho havia fet amb la seva germanastra, Moriko. A causa d'aquests esdeveniments, la relació entre Kiyomori i l'emperador de clausura es va trencar completament, i al novembre, el cop d'estat de 3r any de Jisho va acabar amb el govern de clausura de Go-Shirakawa.

## Avaluació

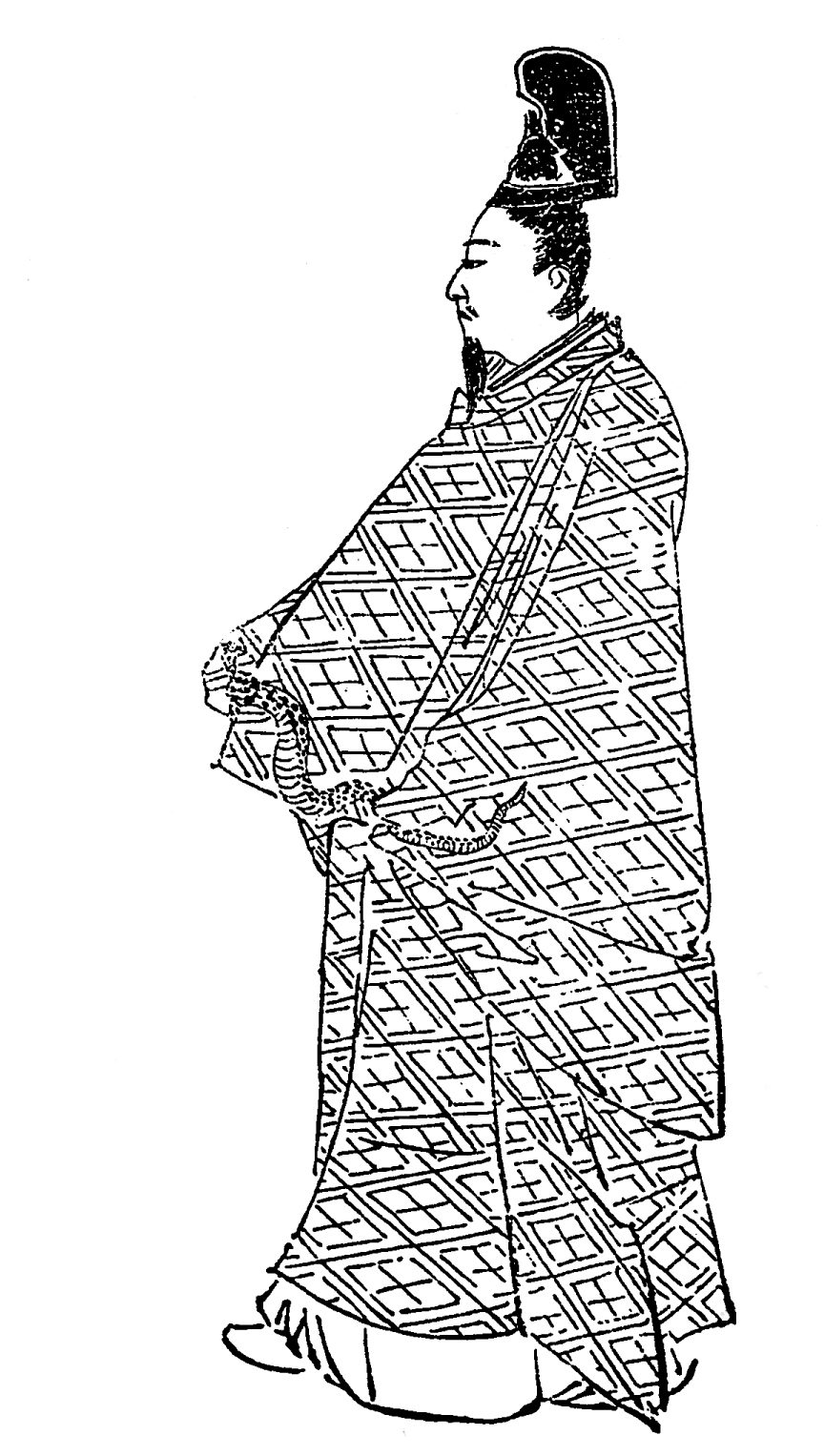
Retrat de Taira no Shigemori, del " Zenken Kojitsu " de Kikuchi Yosai, període Edo

L'avaluació de Shigemori pels seus contemporanis va ser la següent:
- - "En moments com aquests, s'envia un enviat per expressar una gratitud especial - Nakayama Tadachika , Sankaiki ".
  - "La imatge del cor és urashi" - Jien , Gukansho
  - " Tot i que la seva valentia supera la dels seus companys, es manté extremadament tranquil i reservat" . - " Hyakurensho "

Hi ha moltes crítiques favorables com aquestes. {Nota n. 3} que demostren que a més de ser un excel·lent guerrer, també era una persona amable, bondadosa, de modalitat suau i considerada. També va expressar el seu agraïment al missatger enviat per Nakayama Tadachika, dient:
| « | "El meu desig tan estimat s'ha complert sense cap obstacle. Estic més enllà de l'alegria". | » |

A causa del seu caràcter, l'emperador Go-Shirakawa confiava molt en ell, i es creu que el fet que sigui retratat al "Conte de l'Heike" com un membre racional del clan Taira es deu al fet que el seu personatge s'ha transmès a les generacions posteriors.
No obstant això, Shigemori, que es trobava entre Kiyomori i l'emperador Go-Shirakawa, no tenia tot el poder tot i que era el cap del clan Taira. Es creu que la posició en què es va veure obligat a suprimir la seva pròpia voluntat i actuar com a mediador va contribuir a la formació de la seva personalitat amable. La seva aparició valenta i animada durant les rebel·lions de Hogen i Heiji es va esvair gradualment, però l'incident que va implicar el Passeig del Príncep mostra que amagava emocions intenses al fons del seu cor. Segons el llibre d'història nacional "Nihon Gaishi" escrit per Rai Sanyo a finals del període Edo, Shigemori va murmurar: "Si vols ser lleial, no pots ser filial, i si vols ser filial, no pots ser lleial". El "Gukansho" també registra que Shigemori es va sentir dir: "Tokushi nabaya (desitjo morir ràpidament)", indicant que havia perdut l'esperança en la vida, i podem veure la seva lamentació de la seva impotència. Tot i que la mare de Shigemori era l'esposa legal, ella tenia un estatus social baix, per la qual cosa no tenia parents influents que el sostinguessin a la societat del període Heian, que era fortament matrilineal i en la qual els sogres tenien un paper important. A més, es creu que la mort prematura del seu germà petit, Motomori, va ser un factor en la creixent sensació d'aïllament de Shigemori fins al punt que va perdre l'esperança en la vida. Tot i que va adoptar la seva germanastra Tokuko com a emperadriu de l'emperador Takakura, en realitat van ser els germans de Tokuko Munemori, Tomomori i Shigehira els que eren respectats com a sogres, i és segur dir que la posició de Shigemori com a cap del clan Taira estava en perill des d'una etapa inicial.

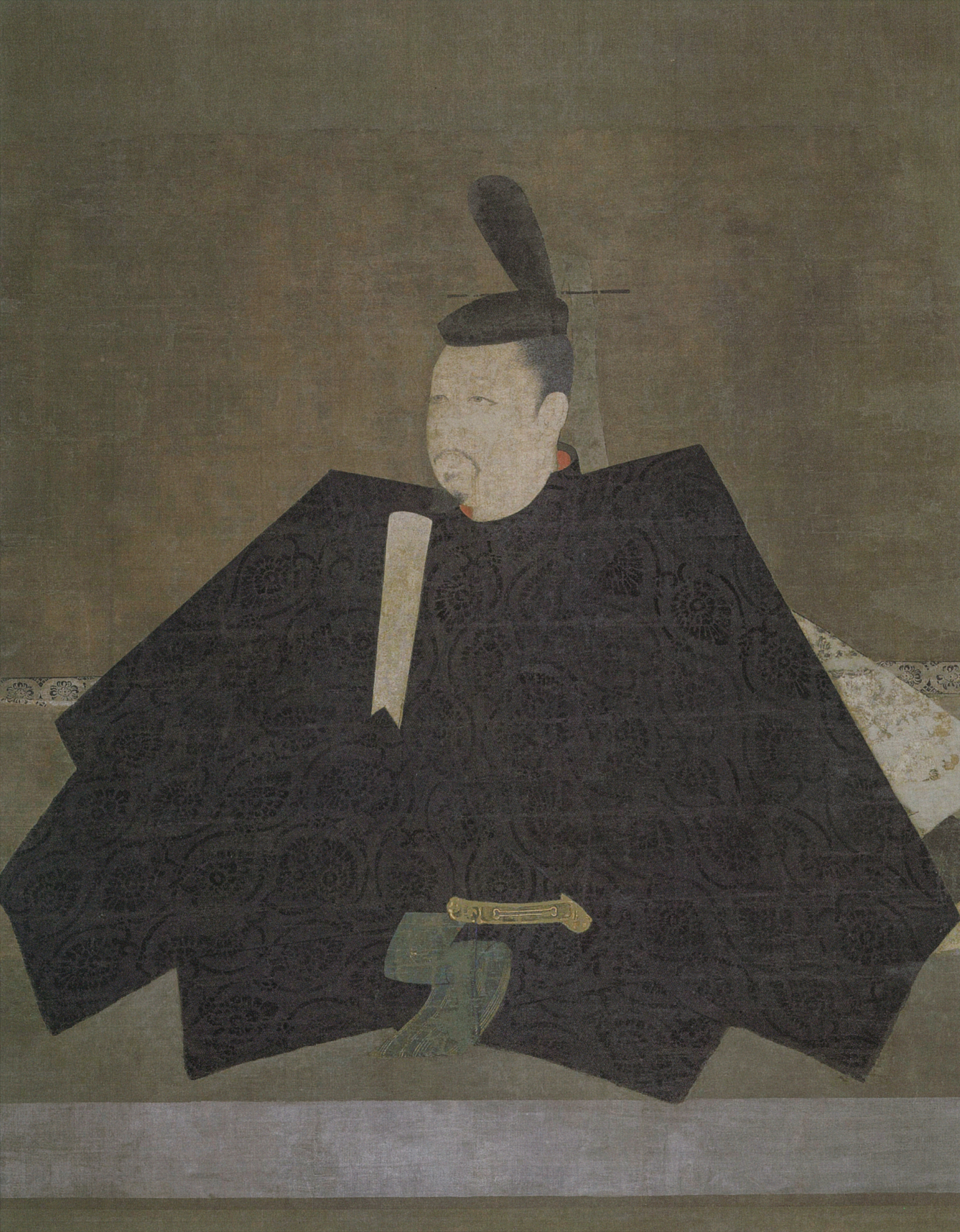
Les tres estàtues del temple Jingoji, que es diu que són de Taira no Shigemori (també hi ha una teoria que són d'Ashikaga Takauji)

Després de la mort de Shigemori, el seu germanastre Munemori es va convertir en el cap del clan Taira, i mentre Kinai patia fam, el seu fill gran, Koremori, va ser nomenat comandant en cap de l'exèrcit per perseguir les províncies de l'est, però se li va prohibir entrar a Kyoto després de ser considerat responsable per la Batalla de Furgama per la promoció de la Batalla de Furgama rang de noble fins un any després del fill gran de Munemori, Kiyomune, i només després de la mort de Kiyomori, i aquest tendeix a ser tractat malament. També es creu que la mateixa família Komatsu no va poder convertir-se en el cap del clan Taira perquè els fills, Yorimori, Sukemori i Kiyotsune, eren tots de mares diferents i encara estaven patint els efectes d'una disputa sobre l'hereu. Per cert, segons fonts com "Kodaireki" i "Gukansho", va ser el seu segon fill, Sukemori, qui va heretar el nom de la família Komatsu i va actuar com a intermediari entre l'emperador Go-Shirakawa i el clan Taira després de la mort de Shigemori.
La mort de Shigemori va significar que es va perdre l'última restricció que frenava el conflicte entre Kiyomori i l'emperador Go-Shirakawa. A més, Taira Sadayoshi i Ito Tadayo, que havien donat suport al poder militar de Shigemori com a retenidors del clan Ise-Taira, també es consideraven al costat de Shigemori, i com a resultat, la seva influència va disminuir a partir d'aleshores, i van ser enviats convenientment a Kyushu i les províncies orientals (efectivament destituïdes). Els guerrers orientals que havien estat en contacte amb el govern de Taira a través de Shigemori també estaven profundament inquiets, i el govern de Taira es va veure obligat a reestructurar dràsticament la seva estructura militar, però abans que tingués temps de fer-ho, Minamoto no Yoritomo va aixecar un exèrcit.
A la segona meitat del període Edo, quan es va estendre la idea de la lleialtat a l'emperador, hi ha una llegenda que Shigemori va protegir l'emperador Go-Shirakawa i va protestar contra el seu pare, Kiyomori, desgastant-se així la vida (si interpretem això en el sentit que ell mateix es va situar en una posició difícil dins del clan Taira, i va patir una vida tan breu com a mediàtica, que va patir una vida tan curta com a mediàtica), no es pot dir que fos una història inventada, per la qual cosa va arribar a ser molt considerat com un dels "Tres subjectes lleials del Japó", juntament amb Fujifusa Manri-no-koji i Masashige Kusunoki.
L'asteroide (4376) Shigemori rep el nom de Taira no Shigemori.

## Retrat
- Per obtenir més informació, vegeu "Les tres estàtues del temple Jingoji" a laViquipèdia japonesa.

Una obra confirmada coneguda és el retrat del pergamí del ministre de "Tenno Sekkan Goei". A més, entre els tres tresors nacionals del temple Jingo-ji, propietat del temple Jingo-ji a Kyoto, hi ha un retrat conegut com Shigemori, i la teoria predominant és que es tracta d'un retrat d'Ashikaga Takauji.

## Graus i nomenaments
- 1150 ( 13 anys )
  - 30 de desembre: Cervesera
- 1151 (14 anys)
  - 1 de gener: Cinquè Grau Júnior
- 1155 (18 anys)
  - 22 de juliol: Ministre adjunt d'estat
- 1157 (20 anys)
  - 24 de gener: Cinquè rang juvenil (per als assoliments de la rebel·lió de Hogen)
  - 19 de setembre: Nakatsuka Gondaisuke
  - 22 d'octubre: Shogoi (cinquè rang sènior)
  - 27 d'octubre: Saemonsa
- 1158 (21 anys)
  - 10 d'agost: Totomi no Kami
- 1159 (22 anys)
  - 27 de desembre: Iyo no Kami (pels seus èxits a la rebel·lió de Heiji)
- 1160 (23 anys)
  - 6 de gener: Quart Júnior
  - 27 de gener, 1r any de l'era Eiryaku: cap de cavall esquerre
  - 11 d'octubre: Júnior quart rang superior
  - 30 de novembre: Cap de l'Agència de la Llar. Va ser nomenat com Saemonnosuke i Iyo no Kami.
- 1162 (25 anys)
  - 5 de gener: Shoshii (quart rang inferior)
  - 27 de gener: Dimissió de Kuranokami
  - 28 d'octubre: Comandant de la Guàrdia Dreta
- 1163 (26 anys)
  - 5 de gener: Tercer Grau Júnior
- 1164 (2n any de Chokan)
  - 17 de febrer: Tercer Gru
- 1165 (3r any de Chokan)
  - 9 de maig: nomenat al Consell (28 anys)
- 1166 (29 anys)
  - 12 de gener: assumeix simultàniament el càrrec de governador d'Omi
  - 6 d'abril: Comandant de la Guàrdia d'Esquerra
  - 15 de juliol: Gon Chunagon . També va ocupar el càrrec d'Uemon no Kami
  - 2 de desembre, 1r any de l'era Nin'an : príncep hereu
- 1167 (30 any )
  - 28 de gener: Segon Grau Júnior
  - 11 de febrer: Gon Dainagon. Simultàniament va servir com a camarlenc del príncep hereu
- 1168 (31 anys)
  - 19 de febrer: va dimitir del càrrec de ministre del príncep hereu (a causa de l'accés al tron de l'emperador Takakura)
  - 13 de desembre: va renunciar a Gon Dainagon (per malaltia)
  - 5 de gener de 1169 (4t any de Nin'an) - Shonii (32 anys)
- 1170 (33 anys)
  - 21 d'abril: Tornada a la posició de Gon Dainagon
  - 30 de desembre: Dimissió de Gon Dainagon
- 8 de desembre de 1171: Tornat al càrrec de Gon Dainagon (34 anys)
- 8 de juliol de 1174 (4t any de Joan): Ukonoe Daisho (37 anys)
- 28 de novembre de 1175 (primer any d'Angen): Gran ministre. També va exercir com a Ukonoe-taisho (General de la Guàrdia Dreta) (38 anys)
- 1177 (40 anys)
  - 24 de gener: General de la Guàrdia d'Esquerra
  - 5 de març: ministre de l'Interior. També va exercir com a general de la Guàrdia d'Esquerra
  - 5 de juny: Dimissió del càrrec de Cap d'Esquerra de la Guàrdia Imperial
- 1178 (41 anys)
  - 8 de febrer: Presenta la dimissió com a ministre de l'Interior
  - Juny: carta de renúncia retornada. Va romandre com a ministre de l'Interior (perquè Tokuko estava embarassada)
- 1 de març de 1179: dimissió com a ministre de l'Interior (42 anys)

## Genealogia
- Pare: Taira no Kiyomori (1118-1181)
- Mare: Filla de Takanashi Motoaki
- Esposa: Fujiwara Tsuneko - quarta filla de Fujiwara Ienari
  - Tercer fill: Taira no Kiyotsune (1163-1183)
  - Quart fill: Taira no Arimori (1164-1185)
  - Cinquè fill: Taira no Shigemori (1167?-1184)
  - Sisè fill: Taira Tadafusa (?-1186)
- Concubina: Assistent del Cap Samurai Junior - Filla de Fujiwara no Chikamori
  - Segon fill: Taira no Sukemori (1161-1185)
- Concubina: Bomon-dono? - Heiji Shinjo
  - Fill gran: Taira no Koremori (1159-1184?)
- Nens amb mares biològiques desconegudes
  - Setè fill: Taira no Munezane (1168-?) - fill adoptiu de Fujiwara no Tsunemune
  - Masculí: Shigemi Hira
  - Masculí: Paral·lel
  - Homes: Shigeben
  - Masculí: Kiyoyuki
- Fill adoptat
  - Dona: dona de Harada Tanenasu , filla de Heike Mori
  - Dona: Tokuko Taira (1155-1214) - filla de Taira no Kiyomori

## Títols relacionats
Drama televisiu

- New Tale of the Heike (1972) - Daijiro Harada
- Taira no Kiyomori (1992) - Atsuro Watanabe
- Yoshitsune (2005) - Masanobu Katsumura
- Taira no Kiyomori (2012) - Masataka Kubota (infància: Takuma Hiraoka / infància: Ayumu Maruyama / 2 anys: Genta Kamezaki)
- Anime de televisió
- The Tale of the Heike (2022) - Takahiro Sakurai